# Comunidad de comunas Intercomunal Risle y Charentonne
La Comunidad de comunas Intercomunal Risle y Charentonne (Communauté de comunes Intercom Risle et Charentonne en francés), es una estructura intercomunal francesa situada en el departamento francés de Eure de la región de Alta Normandía.

## Historia
Fue creada en 1965, con el nombre de Sindicato intercomunal multipropósito del cantón de Beaumont-le-Roger (SIVOM du canton de Beaumont-le-Roger, en francés) con la adhesión de las 22 comunas de dicho cantón.
En 1997 pasa a denominarse Comunidad de comunas del Cantón de Beaumont-le-Roger (Communaute de communes du canton de Beaumont-le-Roger, CCBR, en francés), con 19 comunas de dicho cantón.
En 2009 pasa a denominarse Comunidad de comunas Intercomunal País Beaumontés (Communauté de communes Intercom Pays Beaumontais, en francés).
El 1 de enero de 2014 pasa a la actual denominación, formando parte de ella veintiuna de las veintidós comunas del antiguo cantón de Beaumont-le-Roger y tres de las nueve comunas del antiguo cantón de Bernay-Este, y que actualmente forman parte veintiuno del nuevo cantón de Brionne y tres del nuevo cantón de Bernay.

## Nombre
Debe su nombre a los ríos que atraviesan la comunidad: el Risle, un afluente del Sena y el Charentonne, a su vez un afluente del Risle.

## Composición
La Comunidad de comunas reagrupa 24 comunas:
| Comuna                      | Código INSEE | Cantón  | Población (2012) | Superficie (km²) | Densidad (hab./km²) |
| --------------------------- | ------------ | ------- | ---------------- | ---------------- | ------------------- |
| Barc                        | 27037        | Brionne | 1126             | 11.35            | 99                  |
| Barquet                     | 27040        | Brionne | 437              | 13.68            | 32                  |
| Beaumontel                  | 27050        | Brionne | 709              | 11.63            | 67                  |
| Beaumont-le-Roger           | 27051        | Brionne | 3039             | 36.42            | 8                   |
| Berville-la-Campagne        | 27063        | Brionne | 196              | 8.68             | 23                  |
| Bray                        | 27109        | Brionne | 370              | 5.85             | 63                  |
| Carsix                      | 27131        | Bernay  | 247              | 6.57             | 38                  |
| Combon                      | 27164        | Brionne | 813              | 16.30            | 50                  |
| Écardenville-la-Campagne    | 27210        | Brionne | 462              | 7.40             | 62                  |
| Fontaine-l'Abbé             | 27251        | Bernay  | 594              | 13.23            | 45                  |
| Fontaine-la-Soret           | 27253        | Brionne | 400              | 9.62             | 42                  |
| Goupillières                | 27290        | Brionne | 836              | 10.12            | 83                  |
| Grosley-sur-Risle           | 27300        | Brionne | 547              | 13.18            | 42                  |
| La Houssaye                 | 27345        | Brionne | 221              | 4.25             | 52                  |
| Launay                      | 27364        | Brionne | 219              | 2.26             | 97                  |
| Le Plessis-Sainte-Opportune | 27466        | Brionne | 288              | 11.37            | 25                  |
| Le Tilleul-Othon            | 27642        | Brionne | 383              | 4.68             | 82                  |
| Nassandres                  | 27425        | Brionne | 1414             | 4.92             | 287                 |
| Perriers-la-Campagne        | 27452        | Brionne | 399              | 4.47             | 89                  |
| Romilly-la-Puthenaye        | 27492        | Brionne | 324              | 11.85            | 27                  |
| Rouge-Perriers              | 27498        | Brionne | 325              | 4.12             | 79                  |
| Sainte-Opportune-du-Bosc    | 27576        | Brionne | 675              | 8.07             | 84                  |
| Serquigny                   | 27622        | Bernay  | 2108             | 11.40            | 185                 |
| Thibouville                 | 27630        | Brionne | 334              | 4.68             | 71                  |

## Competencias
La comunidad es un organismo público de cooperación intercomunal.
Sus recursos provienen del impuesto sobre los rendimientos del trabajo único, del sistema de contribuciones que se aplica a los residuos y asignaciones y subvenciones de diversos socios.
Sus competencias en general se centran en el desarrollo económico, medio ambiental, de empleo y los servicios comunitarios a los habitantes:
- Ordenación del Territorio
  - Plan de Coherencia Territorial (SCOT, en francés).
  - Plan Sectorial.
- Desarrollo y organización económica
  - Acción de desarrollo económico de las actividades industriales, comerciales o de empleo, (apoyo de las actividades agrícolas y forestales...).
  - Creación, organización, mantenimiento y gestión de zonas de actividades industriales, comerciales, terciario, artesanal o turístico.
- Desarrollo y organización social y cultural
  - Actividades culturales y socioculturales.
  - Actividades deportivas.
  - Construcción y/u organización, mantenimiento, gestión de equipamientos o establecimientos culturales, socioculturales, socioeducativos, deportivos…, etc.
  - Transporte escolar.
- Medio ambiente
  - Saneamiento no colectivo.
  - Recogida y tratamiento de los residuos urbanos y asimilados.
  - Protección y valorización del Medio Ambiente.
- Vivienda y hábitat
  - Programa local del hábitat.
- Servicio de vías públicas
  - Creación, organización y mantenimiento del servicio de vías públicas.
- Otros
  - Adquisición comunal de material.
  - Informática, Talleres vecinales.